# 弗拉基米尔·巴尔明
弗拉基米尔·帕夫洛维奇·巴尔明（俄語：Влади́мир Па́влович Барми́н，1909年3月4日（17日）—1993年7月17日）苏联的科学家、火箭发射器的设计师，苏联航空事业的奠基人之一。1944年加入联共（布）。